# Mezquite de Luna
Mezquite de Luna är en ort i Mexiko.   Den ligger i kommunen Pénjamo och delstaten Guanajuato, i den centrala delen av landet, 300 km väster om huvudstaden Mexico City. Mezquite de Luna ligger 1 682 meter över havet och antalet invånare är 1 191.
Terrängen runt Mezquite de Luna är huvudsakligen platt, men åt sydost är den kuperad. Runt Mezquite de Luna är det ganska tätbefolkat, med 104 invånare per kvadratkilometer. Närmaste större samhälle är La Piedad Cavadas, 15,2 km väster om Mezquite de Luna. Trakten runt Mezquite de Luna består till största delen av jordbruksmark.